# Torneo de Sídney 2019
El Sydney International 2019 fue un evento de tenis de la ATP World Tour 250 en su rama masculina y WTA Premier en la femenina, se disputó en Sídney (Australia) en el complejo NSW Tennis Centre y en cancha dura al aire libre, haciendo parte de un par de eventos que hacen de antesala al Abierto de Australia, desde el 6 hasta el 12 de enero de 2019.

## Distribución de puntos
| Modalidad            | Campeón | Finalista | Semifinales | Cuartos de final | 2ª ronda | 1ª ronda | Clasificados | 2ª ronda de clasificación | 1ª ronda de clasificación |
| Individual masculino | 250     | 165       | 100         | 50               | 25       | 0        | 13           | 7                         | 0                         |
| Dobles masculino     | 250     | 150       | 90          | 45               | 20       | 0        | -            | -                         | -                         |

| Modalidad           | Campeona | Finalista | Semifinales | Cuartos de final | 2ª ronda | 1ª ronda | Clasificadas | 3ª ronda de clasificación | 2ª ronda de clasificación | 1ª ronda de clasificación |
| Individual femenino | 470      | 305       | 185         | 100              | 55       | 1        | 25           | 18                        | 13                        | 1                         |
| Dobles femenino     | 470      | 305       | 185         | 100              | -        | 1        | -            | -                         | -                         | -                         |

## Cabezas de serie

### Individuales masculino
| Tenista            | Ranking | Preclasificado |
| Stefanos Tsitsipas | 15      | 1              |
| Daniil Medvédev    | 16      | 2              |
| Diego Schwartzman  | 17      | 3              |
| Gilles Simon       | 30      | 4              |
| Álex de Miñaur     | 31      | 5              |
| Lucas Pouille      | 32      | 6              |
| Márton Fucsovics   | 36      | 7              |
| Andreas Seppi      | 37      | 8              |

- Ranking del 31 de diciembre de 2018.[3]

### Dobles masculino
| Tenista                           | Ranking | Preclasificado |
| Juan Sebastián Cabal Robert Farah | 10      | 1              |
| Jamie Murray Bruno Soares         | 14      | 2              |
| Nikola Mektić Alexander Peya      | 30      | 3              |
| Rajeev Ram Joe Salisbury          | 51      | 4              |

### Individuales femenino
| Tenista              | Ranking | Preclasificada |
| Simona Halep         | 1       | 1              |
| Angelique Kerber     | 2       | 2              |
| Naomi Osaka          | 5       | 3              |
| Sloane Stephens      | 6       | 4              |
| Petra Kvitová        | 7       | 5              |
| Karolína Plíšková    | 8       | 6              |
| Kiki Bertens         | 9       | 7              |
| Daria Kasatkina      | 10      | 8              |
| Anastasija Sevastova | 11      | 9              |
| Elise Mertens        | 12      | 10             |

- Ranking del 31 de diciembre de 2018.[4]

### Dobles femenino
| Tenista                                    | Ranking | Preclasificada |
| Gabriela Dabrowski Xu Yifan                | 22      | 1              |
| Nicole Melichar Květa Peschke              | 28      | 2              |
| Andreja Klepač María José Martínez Sánchez | 34      | 3              |
| Nadia Kichenok Barbora Strýcová            | 42      | 4              |

## Campeones

### Individual masculino
Álex de Miñaur venció a  Andreas Seppi por 7-5, 7-6(7-5)

### Individual femenino
Petra Kvitová venció a  Ashleigh Barty por 1-6, 7-5, 7-6(7-3)

### Dobles masculino
Jamie Murray /  Bruno Soares vencieron a  Juan Sebastián Cabal /  Robert Farah por 6-4, 6-3

### Dobles femenino
Aleksandra Krunić /  Kateřina Siniaková vencieron a  Eri Hozumi /  Alicja Rosolska por 6-1, 7-6(7-3)